# Gaoual (Präfektur)

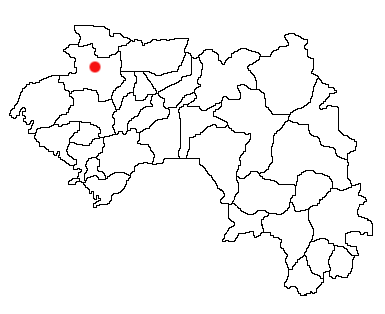
Lage von Stadt und Präfektur Gaoual in Guinea

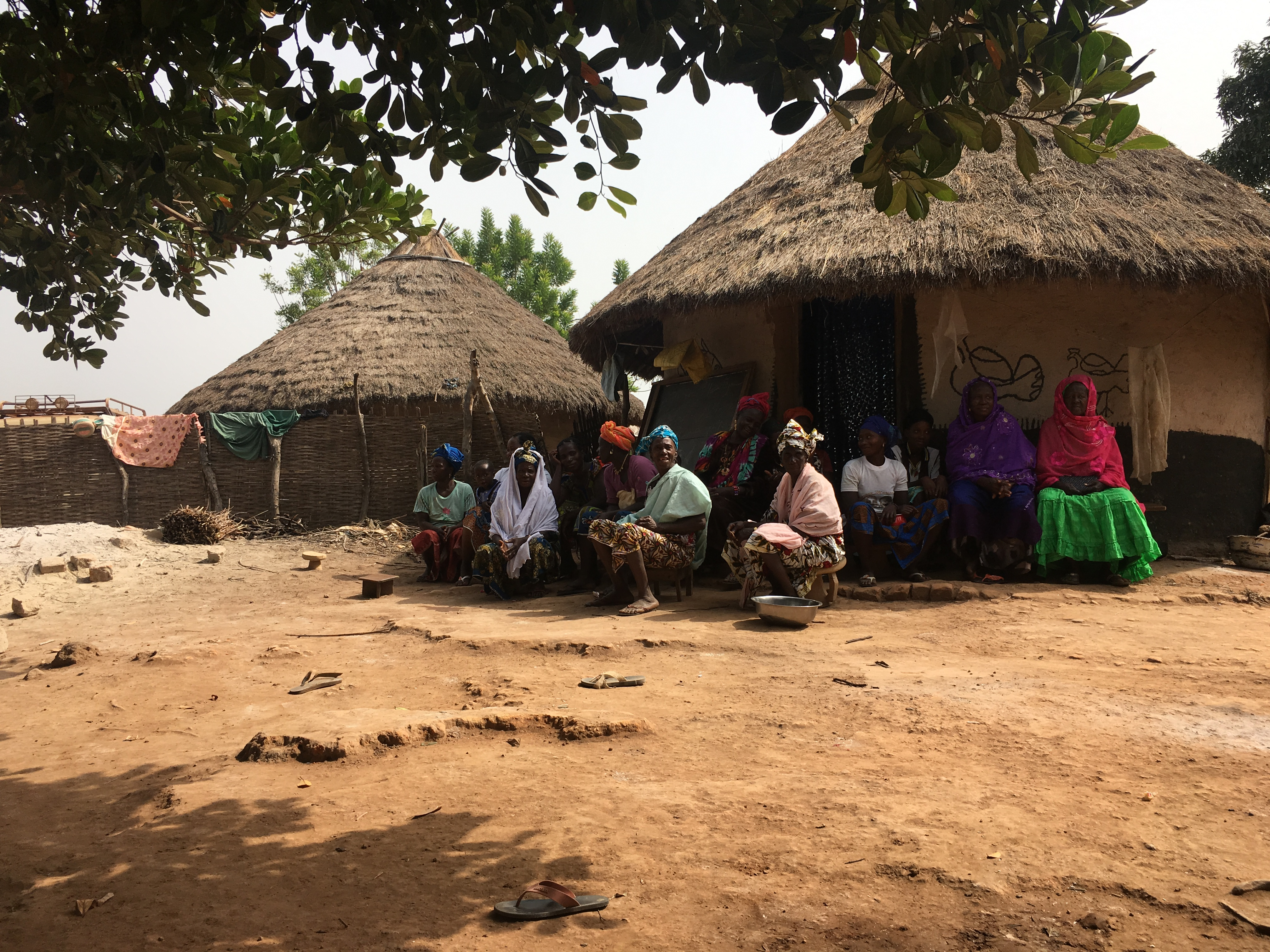
Dorf bei Gaoual (2017)

Gaoual ist eine Präfektur in der Region Boké in Guinea mit etwa 157.000 Einwohnern. Wie alle guineischen Präfekturen ist sie nach ihrer Hauptstadt, Gaoual, benannt.

## Geographie
Die Präfektur liegt im Nordwesten des Landes an der Grenze zu Guinea-Bissau und umfasst eine Fläche von 11.500 km². Die meist hügelige Savannenlandschaft liegt zwischen den Städten Boké, Labé, Télimélé und Koundara und wird von den Flüssen Koumba und Nomo geprägt. 

## Bevölkerung
Die Bevölkerung besteht mehrheitlich aus muslimischen Fulani (Peul), Landuma und Tyapi.

## Wirtschaft
Die Region lebt vorwiegend von der Landwirtschaft. Es werden Rinder gehalten, Erdnüsse, Reis, Hirse und Baumwolle angebaut. In Gaoual, das ungefähr 6.400 Einwohner hat, werden Landwirtschaftserzeugnisse und Produkte für den täglichen Bedarf zum Verkauf angeboten. Es gibt auch Bodenschätze an Bauxit und Eisenerz, die entdeckt wurden.